# والتر دولامر
والتر جان دو لا مر OM CH (‎/ˈdɛləˌmɛər/‎ ; 1873 آوریل ۲۵–۱۹۵۶ ژوئن ۲۲) شاعر، داستان‌نویس و رمان‌نویس انگلیسی بود. او بیشتر بخاطر آثارش برای کودکان، شعرش تحت‌عنوان «شنوندگان»، و گزیده بسیار تحسین‌برانگیز داستانهای ترسناک روانشناختی، از جمله «خاله سیتون» و «همه یادگاران» معروف است.
در سال ۱۹۲۱، رمان خاطرات یک میجت برنده جایزه یادبود جیمز تایت بلک در بخش داستان، و داستان‌های جمع‌آوری شده برای کودکان پس از جنگ او برنده مدال کارنگی ۱۹۴۷ برای کتاب‌های کودکان بریتانیا شد.